# Маком (округ)
Шаблон:StateAbbr_ 42°40′ пн. ш. 82°55′ зх. д. / 42.67° пн. ш. 82.91° зх. д.
Округ Маком (англ. Macomb County) — округ (графство) у штаті Мічиган, США. Ідентифікатор округу 26099.

## Історія
Округ утворений 1818 року.

## Демографія
За даними перепису
2000 року
загальне населення округу становило 788149 осіб, зокрема міського населення було 762792, а сільського — 25357.
Серед мешканців округу чоловіків було 386088, а жінок — 402061. В окрузі було 309203 домогосподарства, 210867 родин, які мешкали в 320276 будинках.
Середній розмір родини становив 3,09.
Віковий розподіл населення поданий у таблиці:
| Стать    | До 15 років | 15-21 | 22-29 | 30-39 | 40-49 | 50-65 | 65-85 | Понад 85 |
| -------- | ----------- | ----- | ----- | ----- | ----- | ----- | ----- | -------- |
| Чоловіки | 82166       | 33922 | 41476 | 64488 | 62150 | 59134 | 39484 | 3268     |
| Жінки    | 76886       | 32032 | 40716 | 62722 | 61784 | 63022 | 56278 | 8621     |

## Суміжні округи
- Сент-Клер — північний схід
- Ламбтон, Онтаріо, Канада — південний схід
- Вейн — південь
- Окленд — захід
- Лапір — північний захід

## Виноски
1. ↑  U.S. Decennial Census. United States Census Bureau. Архів оригіналу за 19 липня 2018. Процитовано 27 вересня 2014.
2. ↑  Historical Census Browser. University of Virginia Library. Архів оригіналу за 11 серпня 2012. Процитовано 27 вересня 2014.
3. ↑  Population of Counties by Decennial Census: 1900 to 1990. United States Census Bureau. Архів оригіналу за 15 лютого 2015. Процитовано 27 вересня 2014.
4. ↑  Census 2000 PHC-T-4. Ranking Tables for Counties: 1990 and 2000 (PDF). United States Census Bureau. Архів оригіналу (PDF) за 18 грудня 2014. Процитовано 27 вересня 2014.
5. ↑  State & County QuickFacts. United States Census Bureau. Архів оригіналу за 14 липня 2011. Процитовано 28 серпня 2013.(англ.) Наведено за англійською вікіпедією.
6. ↑  American FactFinder. Бюро перепису населення США. Архів оригіналу за 26 лютого 2012. Процитовано 31 січня 2008.

| США | Це незавершена стаття з географії США. Ви можете допомогти проєкту, виправивши або дописавши її. |